# Tamanka siitensis
Tamanka siitensis är en fiskart som beskrevs av Herre 1927. Tamanka siitensis ingår i släktet Tamanka och familjen smörbultsfiskar. Inga underarter finns listade i Catalogue of Life.